# Rajd Węgier
Rajd Węgier (Rally Hungary) – rajd samochodowy odbywający się na Węgrzech. Od 2019 roku eliminacja Mistrzostw Europy.

## Historia
Po raz pierwszy rajd został zorganizowany w 2018 roku pod nazwą Rajd Nyíregyháza i był eliminacją mistrzostw Węgier. Składał się z 17 oesów i miał długość 223 km, a wygrał go András Hadik.
W 2019 roku, jako Rajd Węgier, impreza została wybrana jako eliminacja Mistrzostw Europy, zastępując Rajd Akropolu. Tym samym był to pierwszy węgierski rajd wchodzący w skład Mistrzostw Europy od 2003 roku (Rajd Fehérvár). Tę rundę wygrał Frigyes Turán.

## Zwycięzcy[4]
| Rok  | Nazwa rajdu      | Kierowca          | Pilot            | Samochód               | Zespół                           | Kategoria |
| ---- | ---------------- | ----------------- | ---------------- | ---------------------- | -------------------------------- | --------- |
| 2018 | Rajd Nyíregyháza | András Hadik      | Attila Deák      | Ford Fiesta R5         | Performance Racing Kft.          | MR        |
| 2019 | Rajd Węgier 2019 | Frigyes Turán     | László Bagaméri  | Škoda Fabia R5         | Turán Motorsport SE              | ERC       |
| 2020 | Rajd Węgier 2020 | Andreas Mikkelsen | Ola Fløene       | Škoda Fabia Rally2 evo | Topp-Cars Rally Team             | ERC       |
| 2021 | Rajd Węgier 2021 | Mads Østberg      | Torstein Eriksen | Citroën C3 Rally2      | Citroën Rally Team Hungary       | ERC       |
| 2023 | Rajd Węgier 2023 | Mads Østberg      | Patrik Barth     | Citroën C3 Rally2      | Bilteknik TRT Citroën Rally Team | ERC       |
| 2024 | Rajd Węgier 2024 | Simone Tempestini | Sergiu Itu       | Škoda Fabia RS Rally2  | Simone Tempestini                | ERC       |
| 2025 | Rajd Węgier 2025 | Roope Korhonen    | Anssi Viinikka   | Toyota GR Yaris Rally2 | MRF Racing                       | ERC       |